# Compress
Compress es un programa de compresión del Shell de Unix basado en el algoritmo de compresión LZW. Comparado con utilidades de compresión más modernas como gzip y bzip2, compress trabaja más rápido y con un menor uso de memoria, al coste de una razón de compresión significativamente baja.
La utilidad uncompress restaurará archivos a su estado original después de que hayan sido comprimidos utilizando la utilidad compress. Si ningún archivo está especificado, la entrada estándar será descomprimida a la salida estándar.

## Descripción del programa
Los archivos comprimidos con compress típicamente tienen la extensión ".Z".
Los archivos pueden ser regresados a su estado original utilizando uncompress. Uncompress no solo crea una copia descomprimida del archivo, sino que además restaura los atributos del mismo.
Para los archivos creados por compress en otros sistemas, uncompress soporta la compresión de 9- a 16-bits.